# 若葉町 (薩摩川内市)
若葉町（わかばちょう）は、鹿児島県薩摩川内市の町。旧川内市若葉町。郵便番号は895-0063。人口は216人、世帯数は91世帯（2020年10月1日現在）。若葉町の全域で住居表示を実施している。

## 地理
薩摩川内市の本土側の南西部、川内川の下流域に位置している。字域の北方には大王町、北方から東方にかけては大小路町、南方には川内川を挟んで東開聞町、西方には花木町がそれぞれ接している。
字域は川内税務署、川内地方合同庁舎などの官公庁、その他寺院などによって多くを占められており、住宅はそれらの施設などに混在している。

### 字名の由来
若葉町という町名は字域の西側に接する花木町の「花木」の対義語である「若葉」に因み「若葉町」と名付けられたものである。

## 歴史
1965年（昭和40年）4月1日に宮内町及び大小路町の一部の区域において住居表示に関する法律に基づき街区方式による住居表示が実施されることとなった。それに伴い同日付で町名・地番の変更が行われ川内市大小路町及び宮内町の区域の各一部より川内市の町名「若葉町」として設置された。
2004年（平成16年）10月12日に川内市、東郷町、入来町、祁答院町、樋脇町、下甑村、上甑村、鹿島村、里村が新設合併し薩摩川内市が設置された。この市町村合併に伴い設置された法定合併協議会において川内市の町・字については「現行通りとする。」と協定されたため、名称の変更は行われずに薩摩川内市の町となった。

### 町域の変遷
| 変更後         | 変更年             | 変更後           |
| -------------- | ------------------ | ---------------- |
| 若葉町（新設） | 1965年（昭和40年） | 大小路町（一部） |
| 若葉町（新設） | 1965年（昭和40年） | 宮内町（一部）   |

## 人口
以下の表は国勢調査による小地域集計が開始された1995年以降の人口の推移である。
| 年                 | 人口 |
| ------------------ | ---- |
| 1995年（平成7年）  | 157  |
| 2000年（平成12年） | 138  |
| 2005年（平成17年） | 135  |
| 2010年（平成22年） | 122  |
| 2015年（平成27年） | 118  |
| 2020年（令和2年）  | 216  |

## 施設

### 公共
- 川内地方合同庁舎
  - 鹿児島地方検察庁川内支部[17]
  - 鹿児島地方法務局川内支局[18]
  - 川内労働基準監督署[19]
  - 川内公共職業安定所（ハローワーク川内）[17]
- 川内税務署[17]

### 寺社
- 了忍寺

## 小・中学校の学区
市立小・中学校に通う場合、学区（校区）は以下の通りとなる。
| 町丁   | 番地 | 小学校                 | 中学校                   |
| ------ | ---- | ---------------------- | ------------------------ |
| 若葉町 | 全域 | 薩摩川内市立可愛小学校 | 薩摩川内市立川内北中学校 |

## 交通

### 鉄道
字域内には鉄道は通っていない。最寄りの駅は川内駅または上川内駅である。